# Mikołaj z Pilczy
Mikołaj z Pilczy (ur. 1470, zm. 26 lutego 1515) – rektor Uniwersytetu Jagiellońskiego w 1501 roku.

## Życiorys
Urodził się w 1470 roku. W 1501 roku objął funkcję rektora Uniwersytetu Jagiellońskiego. Funkcję tę przestał pełnić w tym samym roku. Zmarł 26 lutego 1515.